# توموهیسا یوگه
توموهیسا یوگه (انگلیسی: Tomohisa Yuge; ۲۵ مهٔ ۱۹۸۰ – ) بازیگر اهل ژاپن بود. وی از سال ۲۰۰۰ میلادی تاکنون مشغول فعالیت بوده‌است.
از فیلم‌ها یا برنامه‌های تلویزیونی که وی در آن نقش داشته‌است می‌توان به دفتر مرگ اشاره کرد.